# Ídolos Kids
Ídolos Kids foi um talent show brasileiro exibido pela Rede Record. É a versão infantil de Ídolos, que por sua vez é a versão brasileira de Pop Idol. Já teve duas temporadas, a primeira teve estreia em 5 de setembro de 2012. A segunda temporada estreou em 14 de abril de 2013 e teve fim em 20 de julho. Uma terceira temporada foi planejada pela emissora, porém os jurados alegaram que o programa já tinha consumido sua vida útil.

## História
Em 2012, a Rede Record lançou, em sua festa de apresentação de programação do ano, o talent show Ídolos Kids, uma então novidade para tentar, mais uma vez, dar um novo gás à atração original. Ídolos Kids estreou no dia 5 de setembro de 2012, um dia depois da estreia da 7.ª temporada ao todo do formato original, e contou apenas com a participação de crianças com idade entre 7 a 12 anos. Teve como jurados Afonso Nigro, João Gordo e Kelly Key, e apresentação do ator Cássio Reis. O formato original, Ídolos, teve sua estreia no Brasil em 2006 pelo SBT, e na emissora teve duas temporadas. Em 2008 o programa mudou-se para a Rede Record e lá permaneceu até 2012. Pensando nisso, a Record decidiu exibir, paralelamente ao Ídolos, uma versão infantil do mesmo. Dois candidatos que não foram aprovados para a fase de concertos da primeira temporada se tornaram repórteres mirins da atração nas seletivas.

## Fases
Audições
A primeira fase foram as audições, onde os candidatos faziam breve apresentações aguardando pelo menos 2, de 3 "sim" após análises dos jurados.
Teatro
Nesta fase os candidatos faziam uma pequena nova apresentação com banda para os candidatos e uma pequena plateia onde composta pelos pais dos mesmo. Antes do pequeno concerto cada candidato teve uma preparação no estúdio colorido, onde faziam exercícios e preparação de voz, postura de palco e coreografia com a banda do programa, e com a cantora e dançarina Janaína Lima.
Os aprovados pelos jurados eram celebrados por uma ligação telefônica, ou surpresa na aparição pessoal de um dos jurados em eventos, passeios ou na escola do candidato. Tudo gravado e exibido no programa.
Concertos
Nesta fase cada um dos 25 candidatos aprovados sobem num palco acompanhados de uma banda de apoio para apresentação individual para grande plateia e jurados. As apresentações foram separadas em 5 dias, cada uma exibida um dia da semana. Cada grupo com 6 candidatos, exceto o último grupo com 7. De cada grupo apenas 2 candidatos passam. Um escolhido pelos jurados em consenso, outro, escolhido pela plateia que vota por um aparelho fixado na cadeira.
Semifinais
Das dez crianças selecionadas, dois grupos de 5 se apresentam novamente em 2 dias diferentes, cada um apresentado por semana. De cada grupo apenas 2 novamente são escolhidos para a grande final.
Final
Apenas 4 candidatos se apresentam novamente onde cada finalista cantou duas músicas individualmente. A plateia votou e escolheu dois favoritos. Na parte final do programa, os jurados fizeram a última decisão, e o finalista contemplado com um prêmio de 100 mil reais e gravação de CD.

## Temporadas

### 1.ª temporada (2012)
A edição com início em 5 de setembro de 2012, teve seu término em 12 de dezembro. O vencedor foi Fernando Franco Cavelanha, de 11 anos, residente de Porto Ferreira - SP. O pequeno, que se consagrou cantando músicas sertanejas, competiu na grande final com Ayumi Irie, Duda Furacão e Ana Catarina. Dos 4, dois foram escolhidos pela plateia: Fernando e Catarina. Os jurados deram a decisão final. O prêmio foi de R$ 100 mil, além da gravação de um CD.

### 2.ª temporada (2013)
Devido a boa audiência da primeira temporada, onde chegou a ser líder no ibope em alguns minutos de alguns programas da primeira temporada, a emissora Record decidiu estrear a segunda temporada em menos de um ano depois: ocorreu em 14 de abril de 2013. A mudança da transmissão para os domingos a tarde teve como foco um horário melhor para o público infantil assistir com a família, porém, na fase final, foi transferido para o início das noites dos sábados. A última etapa do programa foi realizada na Walt Disney World, nos Estados Unidos, sendo que a final foi gravada no palco do American Idol, trazendo Jon Secada como jurado substituto no lugar João Gordo, que havia ficado doente e não pode viajar, e Ivete Sangalo que foi mentora auxiliar e apresentou suas canções. A final foi exibida em duas partes, dia 13 e 20 de julho. A vencedora foi Júlia Tavares, de 11 anos, residente do Rio de Janeiro. A pequena competiu a final com Fabiana Moneró, Giulia Soncini e Ícaro Lima. Dos 4, dois foram escolhidos pela plateia: Júlia Tavares e Ícaro Lima. Os jurados deram a decisão final. O prêmio foi, novamente, de R$ 100 mil.